# Kynkažu
Kynkažu (Potos flavus) je malá stromová šelma, příbuzná mývalům a nosálům. Žije ve Střední a Jižní Americe.

## Synonyma
- medvídek kynkažu
- medvídek potos
- ohonovin
- žu(ru)pará

## Popis
- Hmotnost: 1,4–4,6 kg
- Délka těla: 45–76 cm
- Délka ocasu: 39–57 cm

Kynkažu je štíhlá šelmička s dlouhým chápavým ocasem. Má kulatou hlavu, zkrácenou obličejovou část a krátké uši. Pánevní končetiny jsou delší než přední, všechny jsou opatřené ostrými drápy. Samci jsou větší než samice.
Srst je vlnitá, sametově hebká a velmi hustá, žlutohnědá s olivově zeleným nádechem, zlatohnědá nebo hnědá. Někteří kynkažu mají tmavý podélný pruh na hřbetě (uhoří pruh). Břicho a spodní část ocasu je světlejší, žluté nebo hnědožluté, čenich je tmavě hnědý.

## Rozšíření a stanoviště
Kynkažu žije v tropických deštných pralesích Střední a Jižní Ameriky. Jsou to výhradně stromoví živočichové, obývající horní stromové patro.

## Biologie
Kynkažu je převážně samotářské, noční zvíře. Přes den spí v dutinách stromů, po setmění se vydává za potravou. Výborně šplhá, dokáže lézt po kmeni stromu hlavou dolů, a často si pomáhá svým chápavým ocasem. Přestože jde o šelmu, živí se hlavně ovocem, především fíky, banány, melouny nebo mangem. Tuto dietu doplňuje bobulemi, kůrou stromů i listy, nepohrdne ani malými obratlovci, jako jsou žáby, ptáci nebo jejich vejce. Pojídá také hmyz. Kynkažu má velmi dlouhý (až 20 cm) jazyk, který mu umožňuje lízat nektar i z hlubokých květů. V zajetí se krmí i medem.
V tropickém deštném pralese plní důležitou roli opylovače, také roznáší semena rostlin.
Kynkažu nemá žádné pevně dané období rozmnožování, samice přicházejí do říje každé tři měsíce. Nejčastěji se ale páří v dubnu a v květnu. Březost trvá 98–120 dní, po té samice v doupěti vrhne nejčastěji jedno, zřídka i dvě mláďata. Mládě rychle roste, během prvních 6 měsíců dvanáctkrát znásobí svou porodní hmotnost. Po dvou týdnech otevírá oči, v sedmi týdnech již má chápavý ocas. Je odstaveno ve třech až pěti měsících. Samci pohlavně dospívají v 18 měsících, samice až ve 30 měsících věku.
V zajetí se dožívají průměrně 24 let. V přírodě mají mnoho nepřátel, jsou potravou dravých ptáků i jiných dravců, jako jsou jaguáři. Někdy jsou loveni lidmi, pro maso a také kvůli kožešině. Největším nebezpečím je ale odlesňování.

## Kynkažu v zajetí
Kynkažu je někdy chován v zajetí jako zvíře v zájmovém chovu, tzn. jako exotický domácí mazlíček. Když jsou s člověkem od mláděte, dají se ochočit a jsou pak zvědaví a hraví, ale jejich chov není jednoduchý. Jsou to noční zvířata a nemají ráda hluk a prudké pohyby. Když jsou podráždění, stávají se kousavými. Také se nenaučí konat potřebu na jedno místo, nemohou být proto volně v pokoji ale potřebují velké klece s patry větví na šplhání.
Kynkažu je zapsán v příloze II CITES a podléhá zákonu č. 16/1997 Sb. O podmínkách dovozu a vývozu ohrožených druhů volně žijících živočichů a planě rostoucích rostlin a dalších opatřeních k ochraně těchto druhů. K jejich chovu je potřeba povolení, neboť jde o nebezpečný druh zvířete.
Nejznámějším „chovatelem“ je bezesporu Paris Hilton, která vlastní kynkažua jménem Baby Luv.

## Poddruhy
- P. flavus arborensis
- P. flavus aztecus
- P. flavus boothi
- P. flavus campechensis
- P. flavus chapadensis
- P. flavus chiriquensis
- P. flavus dugesii
- P. flavus flavus
- P. flavus guerrerensis
- P. flavus isthmicus
- P. flavus megalotus
- P. flavus meridensis
- P. flavus modestus
- P. flavus nocturna